# 鞑靼百科辞典

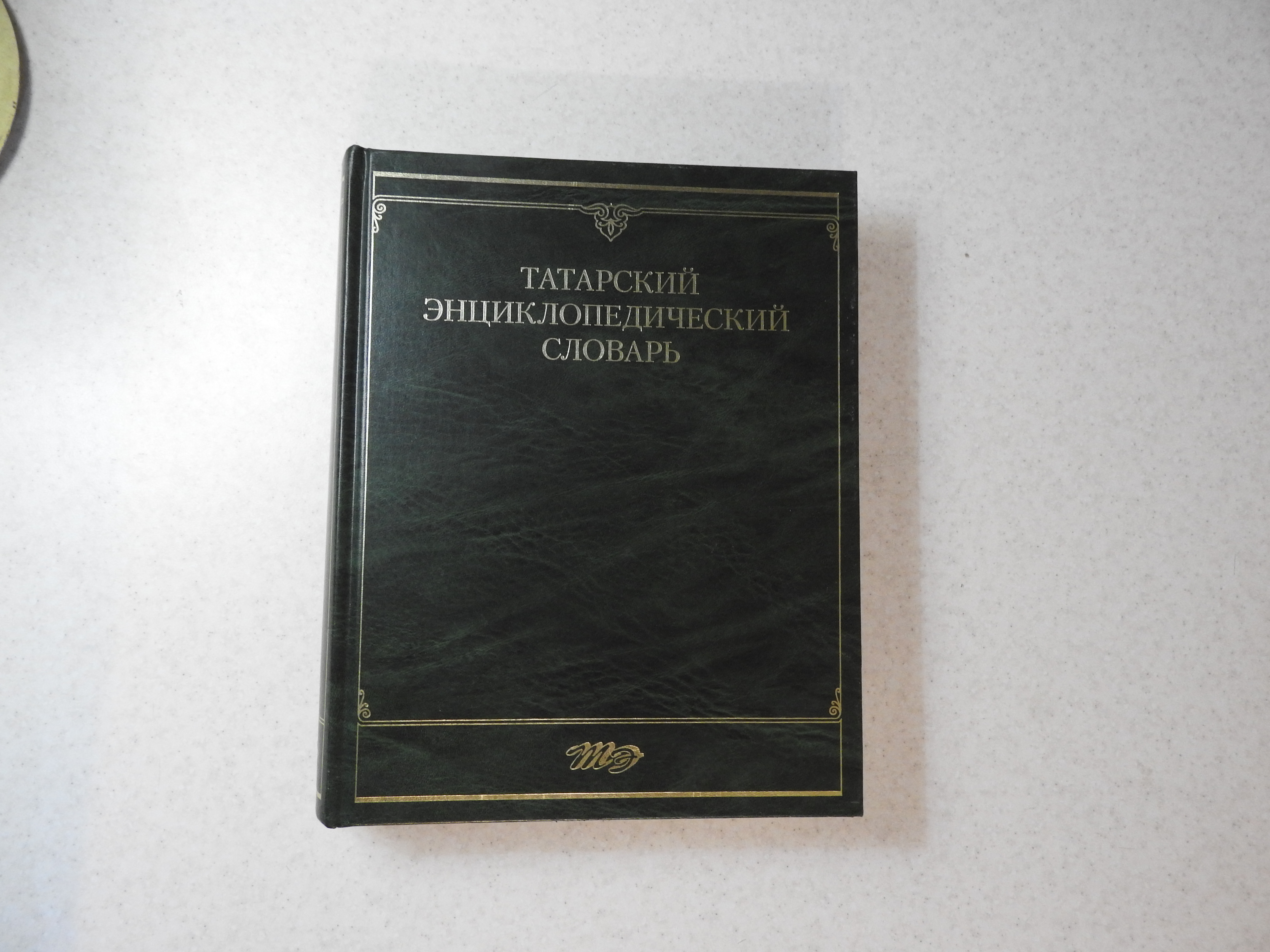
该书出版于2002年，收录近17000个词条。

《鞑靼百科辞典》（鞑靼语：Татар энциклопедия сүзлеге）是首部以鞑靼语出版的介绍鞑靼斯坦和鞑靼人的百科全书。该书出版于2002年，收录近17000个词条。现在出版商正着手编撰多卷本俄语完整版。该书主编为M. X. Xäsänov，责任编辑为Gamircan S. Sabircanov。